# Esquí acuático en los Juegos Suramericanos de 2014: Figuras masculino
La prueba de figuras masculino de esquí acuático en Santiago 2014 se disputó en la Laguna Los Morros entre los días 7 y 8 de marzo de 2014, en los cuales se celebró la competencia preliminar y final respectivamente. Participaron 10 atletas de esta disciplina.

## Resultados

### Preliminares
| Rank | Nombre                | País      | Puntaje | Notas |
| ---- | --------------------- | --------- | ------- | ----- |
| 1    | Jorge Ignacio Renosto | Argentina | 9030    | Q     |
| 2    | Santiago Robledo      | Colombia  | 9030    | Q     |
| 3    | Felipe Miranda        | Chile     | 8450    | Q     |
| 4    | Rodrigo Miranda       | Chile     | 8430    | Q     |
| 5    | Agustín Patricio      | Argentina | 4610    | Q     |
| 6    | Rafael de Osma        | Perú      | 3460    | Q     |
| 7    | Santiago Correa       | Colombia  | 2090    |       |
| 8    | Juan Vicente Méndez   | Venezuela | 1940    |       |
| 9    | Mario Mustafa         | Perú      | 1180    |       |
| 10   | Martín Ávila          | Ecuador   | 320     |       |

### Final
| Rank              | Nombre                | País      | Puntaje |
| ----------------- | --------------------- | --------- | ------- |
| Medalla de oro    | Santiago Robledo      | Colombia  | 8900    |
| Medalla de plata  | Rodrigo Miranda       | Chile     | 8540    |
| Medalla de bronce | Jorge Ignacio Renosto | Argentina | 8270    |
| 4                 | Felipe Miranda        | Chile     | 5740    |
| 5                 | Agustín Patricio      | Argentina | 4260    |
| 6                 | Rafael de Osma        | Perú      | 3360    |